# Ernest Albert Waterlow

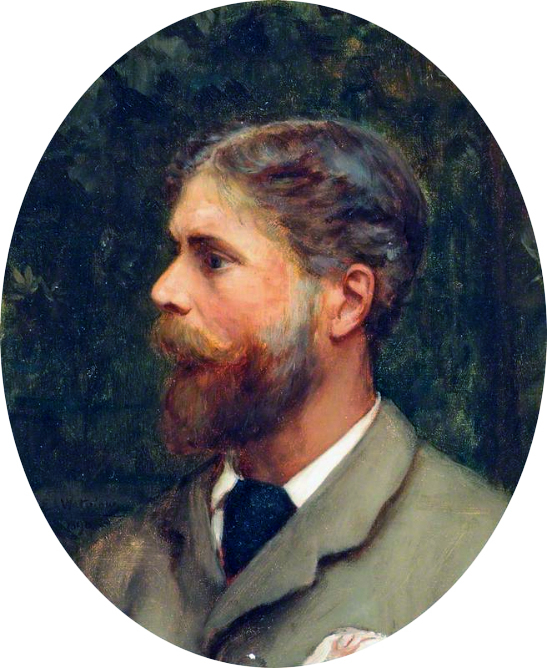
Autorretrato (1890)

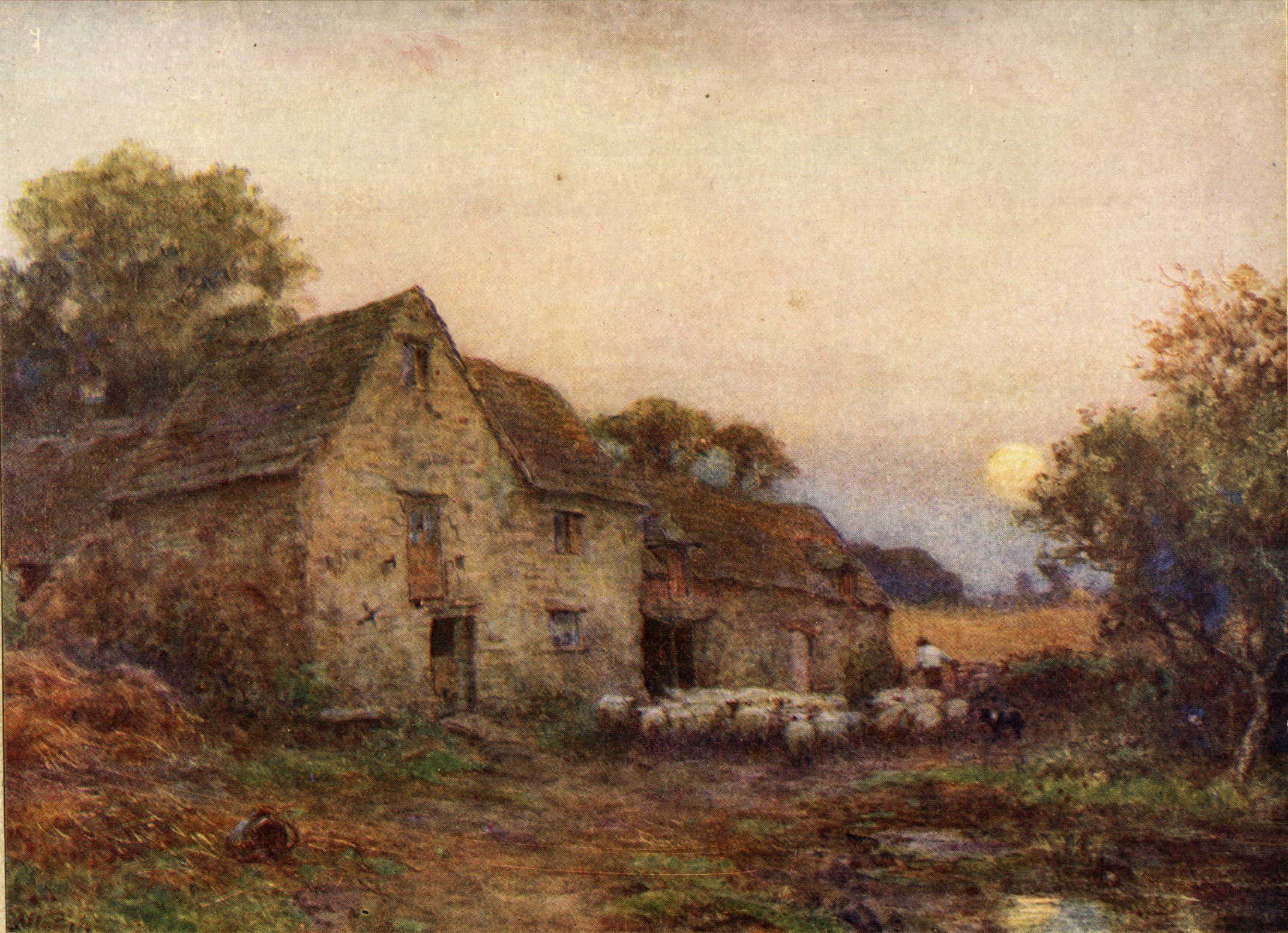
The Harvest Moon, de Ernest Albert Waterlow.

Ernest Albert Waterlow (Londres, 1850 - 1919) fue un pintor inglés. Nació en Londres y recibió la mayor parte de su educación artística en la Royal Academy, donde en 1873, obtuvo la medalla Turner a la pintura paisajista. En 1880, fue elegido asociado de la Real Sociedad de Pintores de Acuarelas, miembro en 1894 y presidente en 1897. En 1890 fue colaborador de la Royal Academy, académico en 1903 y fue nombrado caballero en 1902.
Comenzó a exponer sus obras en 1872 y produjo un número considerable de paisajes admirables utilizando acuarelas y también al óleo, manejado con gracia y distinción el pincel. Uno de sus cuadros, "Galway Gossips", se encuentra en la National Gallery of British Art.